# Steatoda mainlingoides
Steatoda mainlingoides är en spindelart som beskrevs av Yin et al. 2003. Steatoda mainlingoides ingår i släktet vaxspindlar, och familjen klotspindlar. Inga underarter finns listade i Catalogue of Life.